# Аве-Мария (Флорида)
Аве-Мария (англ. Ave Maria) — статистически обособленная местность в округе Коллиер штата Флорида в США, в 150 км к северо-западу от Майами. Город основал американский миллиардер Том Монаган (владелец сети Domino's Pizza) с целью создать населенный пункт, где будут защищены традиционные католические ценности. В городе есть католический университет (см. Ave Maria University). В 2008 году город имел население 1000 жителей, но город продолжает быстро расти, в настоящее время имеет свыше 25 тыс. жителей.